# No Distance Left to Run
«No Distance Left to Run» —en español: «No queda distancia para correr»— es una canción del grupo británico de rock alternativo Blur. Está en su álbum 13 de 1999 y también fue lanzado como el tercer y último sencillo del álbum, alcanzando el número 14 en la UK Singles Chart. Se entiende ampliamente que se refiere a la separación del vocalista de la banda Damon Albarn de su compañera Justine Frischmann.

## Música y letra
Damon Albarn dice que está afectado por esta canción: «Me molesta, esa canción. Me molesta cantarla. Hacer esa voz me molesta mucho. Para cantar esa letra realmente tuve que aceptar que ese era el final de algo en mi vida. Es increíble cuando tienes las agallas para hacer eso con tu trabajo, porque no te ayuda en la mitad». El nombre de la canción también es el título de un documental sobre la banda, que se lanzó en cines en enero de 2010.

## Video musical
El video promocional dirigido por Thomas Vinterberg se destaca por usar cámaras de visión nocturna para capturar a los cuatro miembros de la banda dormidos en sus respectivas camas. También se lanzó una versión en DVD que incluía un breve documental sobre la realización del video. Según los informes, Alex James soñó que «estaba en Alemania en un bar de karaoke. Creo que fui un leopardo por un minuto».

## Lados B
«Beagle 2», del lado B, fue enviado a bordo del Beagle 2, una nave espacial británica de aterrizaje fallida que formó parte de la misión Mars Express de 2003 de la Agencia Espacial Europea. La edición en DVD del sencillo presenta un video de metraje del Beagle 2 en el que se reproduce «Far Out (Beagle 2 remix)», una versión de banda completa de una canción originalmente de Parklife, usando una toma de las sesiones de Parklife.

## Lista de canciones
- CD 1

1. "No Distance Left to Run" – 3:28
2. "Tender" (Cornelius Remix) – 5:23
3. "So You" – 4:14

- CD 2

1. "No Distance Left to Run" – 3:28
2. "Battle" (UNKLE Remix) – 7:15
3. "Beagle 2" – 2:52
4. "No Distance Left to Run" (Video)

- Casete / CD Promocional

1. "No Distance Left to Run" – 3:28
2. "Tender" (Cornelius Remix) – 5:23

- Vinilo 12''

1. "No Distance Left to Run" – 3:28
2. "Tender" (Cornelius Remix) – 5:23
3. "Battle" (UNKLE Remix) – 7:15

- DVD

1. "No Distance Left To Run" (Video promocional)
2. "No Distance Left To Run" (En Vivo)
3. The Making Of No Distance Left To Run
4. "Tender" (En Vivo)
5. "Battle" (En Vivo)
6. Beagle 2 (Space Footage) ("Far Out (Beagle 2 Remix)" soundtracks the space footage)

- CD Europeo

1. "No Distance Left to Run" – 3:28
2. "Tender" (Cornelius Remix) – 5:23
3. "Battle" (UNKLE Remix) – 7:15
4. "Beagle 2" – 2:52

## Créditos de producción
- "No Distance Left To Run" producido por William Orbit
- "So You" y "Beagle 2" producido por Blur
- Damon Albarn: Voz, Teclados
- Graham Coxon: Guitarra, Coros
- Alex James: Bajo
- Dave Rowntree: Batería

## Posicionamiento en las listas
| Lista (1999)                           | Posición más alta |
| -------------------------------------- | ----------------- |
| Europe (Eurochart Hot 100)             | 52                |
| Escocia (Scottish Singles Sales Chart) | 16                |
| Reino Unido (UK Singles Chart)         | 14                |